# 斉藤隼一
斉藤 隼一（さいとう じゅんいち、2月12日 - ）は、日本の男性声優。福島県出身。プロダクション・エース所属。

## 人物
特技には歌を挙げている。趣味には野球、スノーボード、ダーツをそれぞれ挙げている。
声優になろうと思ったきっかけの作品は『デジタルモンスター』や『機動戦士ガンダム』。調べているうちに声優業を知り興味を持ったという。

## 出演
太字はメインキャラクター。

### テレビアニメ
2016年
- 私がモテてどうすんだ（生徒）

2017年
- はじめてのギャル（ナンパ男）

2018年
- アンゴルモア 元寇合戦記（刀伊祓󠄂兵）
- STEINS;GATE（オペレーター）

2019年
- デート・ア・ライブ シリーズ（2019年 - 2022年、DEM社員、ウィザードA） - 2シリーズ
- ナカノヒトゲノム【実況中】（門番A）
- 異世界チート魔術師（街の人たち）
- 旗揚!けものみち（ハンター2）

2020年
- ストライクウィッチーズ ROAD to BERLIN（兵士）
- アイドリッシュセブン Second BEAT!（記者A）

2021年
- TSUKIPRO THE ANIMATION 2（小作人）

2022年
- 賢者の弟子を名乗る賢者（リーダー、オペレーター、ゼフ、兵士、観客 他）
- 乙女ゲー世界はモブに厳しい世界です（兵士）
- シュート!Goal to the Future（園田拓海）
- 邪神ちゃんドロップキックX（住人）
- 連盟空軍航空魔法音楽隊ルミナスウィッチーズ（乗客）

2023年
- 神達に拾われた男2（チンピラ）
- トモちゃんは女の子!（ナンパ男）
- 英雄王、武を極めるため転生す 〜そして、世界最強の見習い騎士♀〜（暗殺者）
- カワイスギクライシス（街の人）
- 久保さんは僕を許さない（化学の先生）
- 好きな子がめがねを忘れた（歴史の先生、日向、男子生徒A、伊勢）
- カードファイト!! ヴァンガード will+Dress（ティルナノーグユーススタッフ）
- レベル1だけどユニークスキルで最強です（プレイ）
- とあるおっさんのVRMMO活動記（プレイヤー）

2024年
- 異修羅（ワイバーン兵）
- 戦隊大失格（2024年 - 2025年、紺野） - 2シリーズ
- 五等分の花嫁*（観光客）

2025年
- 履いてください、鷹峰さん（男子生徒D、男子生徒B、男子生徒G、従者）
- 黒執事 -緑の魔女編-（人狼）

### 劇場アニメ
- GRIDMAN UNIVERSE（2023年） - 2作品[一覧 3]

### ゲーム
2015年
- バットマン アーカム・ナイト

2016年
- 円環のパンデミカ -code S-（氷海エイジ）
- 神話創世RPG アマデウス（斉天大聖、閻魔王、オグマ）

2017年
- 陰陽おとぎソール（大原安綱、アスモデウス）
- ゴーストリコン ワイルドランズ
- Prey（アーロン・イングラム 他）

2018年
- イドラ ファンタシースターサーガ
- WAR OF BRAINS（始動計画フェイロン壱型、浮世絵刀カニゾウ、亡国奇械クロノス鳥型）

2023年
- マーベル ミッドナイト・サンズ（デッドプール）

### 吹き替え

#### 映画
2017年
- #REALITYHIGH/リアリティ・ハイ（シャノン〈マイケル・プロボスト〉）

2018年
- 終末へのカウントダウン（パイロット1）

2020年
- VIRUS/ウィルス:32（ハヴィ〈フランコ・ビーリャ〉）
- マイ・スパイ（キム〈ケン・チョン〉）

2021年
- 愛の行方（アーマド〈デヴィッド・ケネス・サマーヴィル〉）　
- Tick, tick... BOOM! : チック、チック…ブーン!

2022年
- ゼロヴィル: ハリウッドに憑かれた男（ライアン・オニール〈ジェイソン・フォックス〉）

2023年
- ドリーム 〜狙え、人生逆転ゴール!〜（パク・ソンチャン〈カン・ハヌル〉）
- サウザンド・アンド・ワン（司会者〈エムシー〉）
- スマホを落としただけなのに（ジョンホ刑事〈チョン・ジノ〉）

2024年
- クロス・ミッション
- セーヌ川の水面の下に
- 悪魔のいけにえ2（グランパ/父〈ケン・エヴァート〉）
- 極限境界線-救出までの18日間-（パク・ジョンリャク〈パク・ヒョンス〉）
- マイ・スパイ2 永遠の都へ行く（キム〈ケン・チョン〉）

2025年
- 戦争のはらわたII（ポール・アンゼルム）

#### ドラマ
2020年
- 愛の不時着（ピョ・チス〈ヤン・ギョンウォン〉）

2021年
- ハンナ 〜殺人兵器になった少女〜（アルボ）

2024年
- ゴシップガール シーズン2（テレル・カーター）
- ポーカー・フェイス（ジミー〈デヴィッド・カスタニェーダ〉 他）
- ドクターフー #4（2024年、カント）

2025年
- ハイパーナイフ 闇の天才外科医（パク巡査 他）

#### アニメ
- アステリックスとオベリックス: 史上最大のバトル（アステリックス[25]）
- ミクセル

### 舞台
- T-PROJECT第10回記念公演「バッファローの月」（2016年6月24日 - 7月3日、赤坂レッドシアター）
- T-PROJECT vol.11「音楽劇 クリスマス・キャロル」（2016年12月16日 - 25日、俳優座劇場）
- READPIA朗読劇「風の聲 ～妖怪大戦争 外伝～」（2021年7月3日 - 4日、ところざわサクラタウンジャパンパビリオン ホールA） - 枕返し 役

### デジタルコミック
- おまえと恋なんか絶対ない（2022年、南部、佐々木[26]）
- 愛想が尽きない（2023年、永野、同級生1）[27]

### シリーズ一覧
1. ↑  第3期『III』（2019年）、第4期『IV』（2022年）
2. ↑  1st season（2024年）、2nd season（2025年）
3. ↑  『劇場総集編 SSSS.GRIDMAN』（2023年）、『グリッドマン ユニバース』（2023年）[14]